# دوايت ستون
دوايت ستون (بالإنجليزية: Dwight Stone)‏ هو لاعب كرة قدم أمريكية أمريكي، ولد في 28 يناير 1964 في فلورالا في الولايات المتحدة.

## وصلات خارجية
- دوايت ستون على موقع مرجع كرة القدم المحترفة.كوم (الإنجليزية)